# Alì Babà (opera)
Alì Babà è una tragédie lyrique di Luigi Cherubini su libretto di Mélesville ed Eugène Scribe. La storia si basa sul racconto Alì Babà e i quaranta ladroni 
(Le mille e una notte). Fu rappresentata per la prima volta all'Opéra di Parigi il 22 luglio 1833.
Il libretto è l'arrangiamento di un lavoro del 1793 del padre di Mélesville, Koukourgi, non rappresentato. L'opera ebbe un successo di stima, ma piacque molto al musicologo François-Joseph Fétis, secondo cui conteneva pezzi di grande bellezza. La musica si caratterizza per una grande varietà di forme musicali, e qualche aspetto, come l'assenza di pezzi chiusi o l'uso dell'orchestra, ha fatto intravedere anticipazioni dello stile di Wagner.

## Interpreti della prima rappresentazione
| Personaggio  | Interprete                        |
| ------------ | --------------------------------- |
| Alì Babà     | Nicolas-Prosper Levasseur         |
| Délia        | Laure Cinti-Damoreau              |
| Morgiane     | Marie-Cornélie Falcon             |
| Nadir        | Adolphe Nourrit                   |
| Aboul-Hassan | Alexandre-Aimé Prévost            |
| Calaf        | Jean-Étienne-August Eugène Massol |
| Ours-Kan     | Henri-Bernard Dabadie             |
| Thamar       | Prosper Dérivis                   |
| Phaor        | -                                 |

## Trama
Nadir è innamorato di Délia, figlia del ricco mercante Alì Babà, ma dispera di poterla sposare perché è povero. Alì Babà ha promesso Délia all'esattore capo Aboul-Hassan. Nadir però trova casualmente un tesoro nascosto in una caverna da una banda di ladroni e chiede la mano di Délia. Alì Babà vuole conoscere il segreto della ricchezza di Nadir e si fa condurre nella caverna, dove rimane intrappolato e viene catturato dai ladroni.
Nel frattempo i ladroni si sono impossessati di un carico di balle di caffè di contrabbando che Alì Babà voleva nascondere ad Aboul-Hassan, furioso al pensiero di non potere avere Délia, e hanno rapito la stessa Délia. I ladroni chiedono poi un riscatto per rilasciare Alì Babà e tentano di assaltare l'abitazione del mercante nascondendosi nelle balle di caffè. La situazione sembra volgere al peggio per Nadir e i suoi, ma giunge Aboul-Hassan con i suoi soldati, ordina che vengano bruciate le balle e arresta i capi della banda.

## Discografia
1963 - Wladimiro Ganzarolli (Alì Babà), Teresa Stich-Randall (Delia), Orianna Santunione (Morgiane), Alfredo Kraus (Nadir), Paolo Montarsolo (Aboul-Hassan), Piero De Palma (Calaf), Lorenzo Testi (Ours-Kan), Agostino Ferrin (Thamar), Virgilio Carbonari (Phaor) - Direttore: Nino Sanzogno - Orchestra e Coro del Teatro alla Scala di Milano - Registrazione dal vivo - LP: E.J. Smith «The Golden Age of Opera» EJS 393; Mauro R. Fuguette MRF C 05; Melodram MEL 170. CD: Nuova Era 2361/2